# Julia (chanteuse)
Julia Fiquet, simplement dite Julia, née le 24 septembre 2001, est une chanteuse française.
Elle a été révélée dans la saison 2 du télé-crochet The Voice Kids et par conséquent prise sous l'aile du tandem d'auteurs-compositeurs Farmer-Boutonnat,. Son premier album, intitulé Passe... comme tu sais, est sorti le 19 juin 2020 et entré dans les charts en France, Belgique et Suisse,,,.

## Biographie
L'apparition de Julia, alors âgée de treize ans, dans la saison 2 de The Voice Kids a attiré l'attention de Laurent Boutonnat et de Mylène Farmer. Et quand, quelque temps plus tard, ils cherchaient une nouvelle jeune chanteuse pour S.E.X.T.O, un titre qu'ils avaient écrit ensemble, ils se sont mis d'accord sur elle et l'ont prise sous leur aile. Julia a enregistré cette chanson et le 12 septembre 2018, jour de l'anniversaire de Mylène Farmer, l'a dévoilée comme son premier single,.
Le deuxième single de Julia, intitulé #MESUISTROMPÉE, qui est sorti le 15 mai 2019, a été chargé de préparer le terrain pour la sortie de son premier album déjà enregistré,.
Le 4 octobre 2019, Passe... comme tu sais, la troisième chanson de Julia, a été publiée sous forme de single,,.
Le 21 février 2020, une autre chanson du prochain album de Julia intitulée Et toi mon amour sort en single,. Le 12 mars 2020, son clip a été publié sur YouTube.
Le premier album de Julia, intitulé Passe... comme tu sais et initialement prévu pour le 3 avril 2020,,, sort finalement le 19 juin et fait ses débuts au numéro 31 en France et au numéro 12 en Belgique francophone.
En 2022, elle participe à la 2e édition de l'émission Eurovision France, c'est vous qui décidez !, avec la chanson Chut. Elle a fini dans les douze finalistes de l'émission diffusée le 5 mars sur France 2 avec son tout nouveau single Chut.

## Discographie

### Albums
| Album                                                        | Meilleure position | Meilleure position | Meilleure position | Meilleure position |
| Album                                                        | France             | Belgique Wallonie  | Suisse             | Suisse rom.        |
| ------------------------------------------------------------ | ------------------ | ------------------ | ------------------ | ------------------ |
| Passe... comme tu sais - Sortie: 19 juin 2020 - Label: SMART | 31                 | 12                 | 93                 | 21                 |

### EP
- 2018 : S.E.X.T.O (Remixes)

### Singles
- 2018 : S.E.X.T.O
- 2019 : #MESUISTROMPÉE
- 2019 : Passe... comme tu sais
- 2020 : Et toi mon amour
- 2022 : Chut

### Clips musicaux
- 2018 : S.E.X.T.O
- 2019 : #MESUISTROMPÉE
- 2019 : Passe... comme tu sais
- 2020 : Et toi mon amour